# Vamana

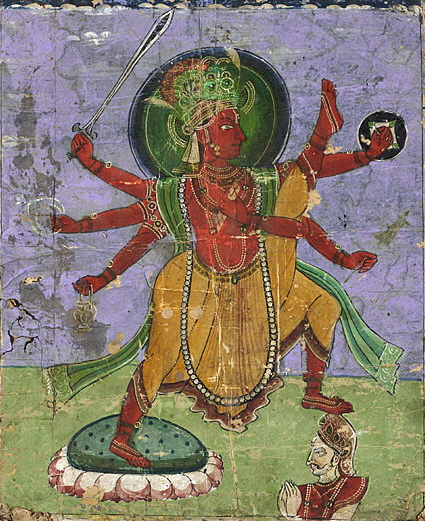
Vâmana transformé en Viṣṇu Trivikrama. Gouache sur papier réalisée au XIXe siècle (Népal). LACMA, Los Angeles.

Dans l'hindouisme, Vâmana (वामन en devanāgarī, litt. « nain ») est le cinquième avatar de Vishnou, . Il est descendu sur terre pour réfréner les envies de conquête du roi et démon Bali, qui estimait régner sur les trois mondes (le ciel, la terre et les enfers). Vamana est représenté sous la forme d'un nain, et il dit à Bali : « Le monde sera partagé en deux parties : la première, aussi grande et étendue que trois pas de nain, sera sous la responsabilité des dieux, la deuxième partie te reviendra. » Bali accepta le marché, mais Vamana reprit sa forme initiale, celle de Vishnou et parcourut en trois pas les trois mondes. Dans sa grande bonté, il envoya Bali garder les enfers. Sous cette forme, Il est appelé Trivikrama, « celui qui fait trois pas ». En tant que Vāmana, il est représenté avec un parasol, tenant un pot (kamaṇḍalu) et un rosaire (akṣamālā) dans les mains.

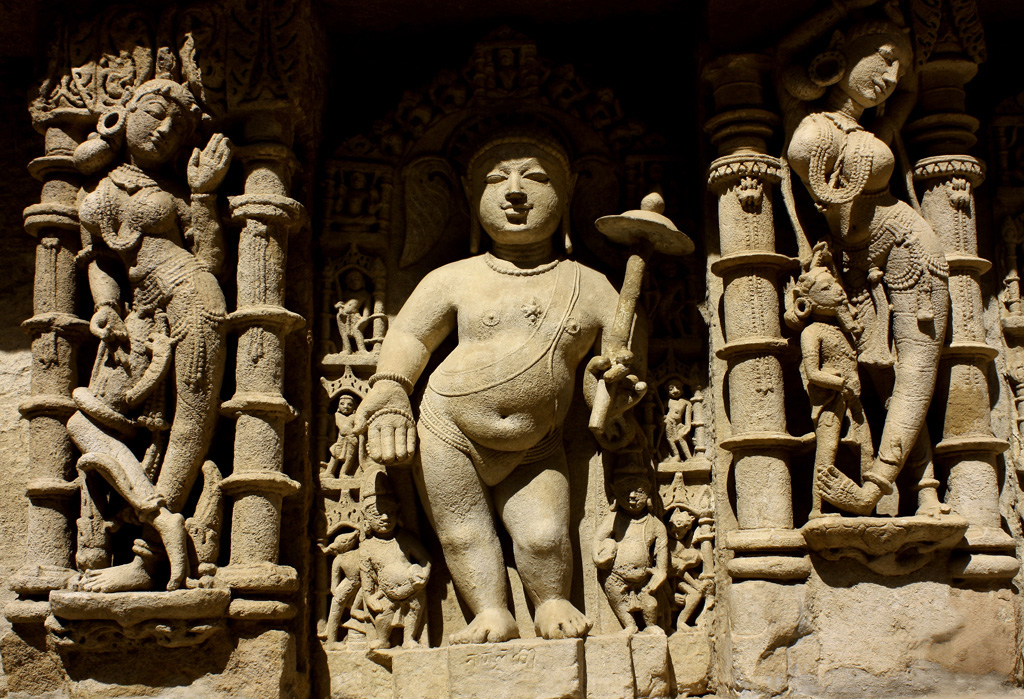
Vâmana au Rani ki vav, Patan, Gujarat

## Autre version
Dans une autre version du mythe, Vamana aurait détruit totalement Bali et les parties de son corps seraient devenues des pierres précieuses.